# Receptor - Decodificador Integrat
El Receptor - Decodificador Integrat (IRD) és un dispositiu, la funció principal del qual és descomprimir els senyals de vídeo i àudio digitals rebuts en format MPEG-2, una vegada han estat desmodulats i corregits de possibles errors introduïts pel canal de transmissió, i transformar-les en dos senyals d'àudio i vídeo analògiques que ja podran ser visualitzades en el televisor.
El IRD és el dispositiu que conté el maquinari, el programari i interfícies necessaris per a seleccionar, rebre, descodificar i visualitzar els programes i serveis oferts per la TV digital.
Un IRD convencional es compon bàsicament d'un desmodulador QPSK amb components analògics, un descodificador Viterbi, correcció d'errors Reed-Solomon, demultiplexor per a separar els diferents canals, descodificador de vídeo i àudio MPEG-2, convertidors digitals/analògics, modulador PAL, interfícies per a targetes intel·ligents i altres dispositius, i tot això governat per una CPU.

## Parts

### Sintonitzador
Recull el senyal amplificat i batuda en freqüència en la LNB, i la trasllada a una segona freqüència intermèdia de 479.5 MHz mitjançant un mesclador amb un oscil·lador sintonitzat al canal que l'usuari hagi seleccionat.

### Demodulador QPSK
Amb el senyal a freqüència fixa es procedeix a la seva desmodulació. El senyal ve modulada en QPSK, pel que la desmodulació realitzada en el receptor haurà de ser coherent, i per a això serà necessari una recuperació i un seguiment adequat tant de la fase com de la freqüència de la portadora. A més per a contrarestar les distorsions lineals que introdueixi el canal se li dona al senyal en banda base una forma de cosinus alçat, la finalitat és tenir un equalitzador que eviti la interferència entre símbols transmesos a través del canal.

### Correcció d'errors
S'empren dues tècniques de codificació de canal diferents: les de bloc i les convolucionals, sent la primera molt efectiva contra els errors de ràfega i la segona contra els errors de tipus aleatori. Per a recuperar aquests últims s'empra l'algorisme de Viterbi, i per als primers es fa servir un codi de bloc del tipus Reed-Solomon juntament amb un entrellaçat dels símbols en el transmissor per a dispersar els errors de ràfega i convertir-los en aleatoris, fàcilment corregibles pel descodificador Reed-Solomon.
El conjunt de totes aquestes tècniques subministra una sortida pràcticament lliure d'errors(Quasi-Error-Free) amb un BER d'entre 10-10 i 10-11, o de 7x10-4 en presència d'errors de ràfega.
A més d'això és necessari desfer l'aleatorització del senyal introduït en el transmissor amb l'objecte de mantenir l'amplària de l'espectre el més constant possible i tenir un senyal amb transicions uniformement distribuïdes a l'entrada de l'equalitzador.

### Demultiplexat
Una vegada es té el flux de dades (la trama de transport MPEG-2) lliure d'errors és necessari demultiplexar tota la informació continguda per a obtenir les trames comprimides de vídeo, àudio i dades que passaran a ser descomprimides en el descodificador MPEG-2.

### Microprocessador
Serà la CPU, el cervell encarregat de controlar tots els sistemes que estem descrivint. Amb arquitectura de 16/32 bits, capaç de treballar amb almenys 5 MIPS i emmagatzemarà la informació en una memòria DRAM amb capacitat superior a 512 Kbytes, a més disposarà d'una memòria ROM de 512 Kbytes amb possibilitat de carregar el programari d'operacions i la seva futura expansió.

### Decodificador MPEG-2
MPEG-2

## Serveis
Els serveis que ofereixen els receptors de televisió són:
- Recepció de senyals de televisió.
- Selecció de canals.
- Interacció amb menus existents en les imatges que l'espectador visualitza.
- Interacció amb la Guia Electrònica de Programes (EPG).
- Interacció amb els VPI (Visual Program Index: canal on es poden veure simultàniament tots els programes que realitza un determinat proveïdor de contingut. La resolució amb la qual es veuen tots aquests canals no és gaire bona. A més la implementació tecnològica per a poder utilitzar els VPI és complexa doncs cal una decodificació en temps real de múltiples canals).

Tots aquests serveis enumerats fins ara no necessiten un canal de retorn cap al proveïdor. En canvi el serveis següents si que el necessitaran:
- Participació via telefònica a certs programes.
- Transacció per veure la televisió de pagament (Pay-per-view).
- Connexió a internet via mòdem.
- Enviament de correus electrònics.
- Videoconferències.

Excepte el cas de l'IPTV, el canal de retorn sol ser un canal diferent del canal pel qual rebem el senyal de televisió. Exemples de possibles canals de retorn serien les línies telefòniques fixes o la telefonia mòbil.